# Municipio de Victoria (Nebraska)
El municipio de Victoria (en inglés: Victoria Township) es un municipio ubicado en el condado de Custer en el estado estadounidense de Nebraska. En el año 2010 tenía una población de 372 habitantes y una densidad poblacional de 0,89 personas por km².

## Geografía
El municipio de Victoria se encuentra ubicado en las coordenadas 41°38′9″N 99°47′25″O / 41.63583, -99.79028. Según la Oficina del Censo de los Estados Unidos, el municipio tiene una superficie total de 418.93 km², de la cual 418.79 km² corresponden a tierra firme y (0.03 %) 0.14 km² es agua.

## Demografía
Según el censo de 2010, había 372 personas residiendo en el municipio de Victoria. La densidad de población era de 0,89 hab./km². De los 372 habitantes, el municipio de Victoria estaba compuesto por el 99.46 % blancos, el 0 % eran afroamericanos, el 0 % eran amerindios, el 0 % eran asiáticos, el 0 % eran isleños del Pacífico, el 0 % eran de otras razas y el 0.54 % pertenecían a dos o más razas. Del total de la población el 1.08 % eran hispanos o latinos de cualquier raza.